# Luka Babić
Luka Babić, né le 29 septembre 1991, à Split, en Croatie, est un joueur croate de basket-ball. Il évolue au poste d'ailier.

## Palmarès
- Championnat du monde des 19 ans et moins :
  -  3e en 2009
- Champion de Croatie :
  - Vainqueur : 2014, 2015, 2016, 2017.
- Coupe de Croatie :
  - Vainqueur : 2014, 2015, 2016, 2017.